# Augustin Koch
Augustin Koch OSB (vlastním jménem Antonín Koch, 13. června 1754 Žďár nad Sázavou – 24. listopadu 1831 Rajhrad) byl český římskokatolický duchovní, benediktin a v letech 1813 a 1831 první opat Benediktinského kláštera Rajhrad.

## Život
Pocházel ze Žďáru nad Sázovou a pokřtěn byl jako Antonín Koch. Rodiče byli Martin a Viktorie Kochovi.
Do roku 1770 studoval na gymnáziu ve svém rodném městě. Během svých studií se zde seznámil s místním opatem, který mu otevřel perspektivu kněze a proto se rozhodl přihlásit do Olomouce na teologickou fakultu.
V listopadu roku 1772 požádal probošta rajhradského kláštera Otmara Conrada o přijetí do Benediktinského řádu. Aby byl ještě více připraven na duchovní dráhu, začal ještě studium na brněnském teologickém učilišti. Mezi jeho nejznámější profesory patřili Maurus Haberhauer či Antonius Klappitz. Posléze přijal jméno Augustin.
Po úspěšném dokončení svých studií, byl dne 10. října roku 1779 vysvěcen na kněze. Jeho prvním působištěm se stal Domašov, kde byl ustanoven kaplanem a Ostravačice, kde byl jmenován kooperátorem P. Schmidta. Zde působil až do roku 1813.
Roku 1813 povýšil císař František I. klášter v Rajhradě na samostatné opatství a hned 18. května se konaly volby opata. Augustin Koch byl zvolen 10 hlasy z 12 bratří a stal se opatem.
V Rajhradě usiloval nejen o duchovní správu, ale též o hospodářské vylepšení, a tak v klášteře třeba zavedl chov ovcí a udělal v klášteře různé přestavby a rekonstrukce.
Roku 1814 nechal zregulovat Svratku, jež díky němu odbahněla a došlo též ke zpevnění koryta.
Podnítil též úpravu klášterní zahrady, kterou provedl zahradník Johann Fitzek.
Nechal též vymalovat všecky klášterní místnosti a opravit sochy sv. Petra a Pavla v kostele.
Jako první opat v Rajhradě byl velice úspěšný a řadí se k nejvýznamnějším osobnostem tohoto kláštera.
Zemřel 24. listopadu 1831 na následky cholery.